# Chelicerca nimba
Chelicerca nimba is een insectensoort uit de familie Anisembiidae, die tot de orde webspinners (Embioptera) behoort. De soort komt voor in Ecuador.
Chelicerca nimba is voor het eerst wetenschappelijk beschreven door Ross in 2003.